# Vuhan–Kanton nagysebességű vasútvonal
A Vuhan–Kanton nagysebességű vasútvonal (egyszerűsített kínai írással: 武广高速铁路; tradicionális kínai írással: 武廣高速鐵路; pinjin: Wǔguǎng Gāosù Tiělùegy) 2009. december 26-án átadott, 968 kilométer hosszú kétvágányú, 25 kV 50 Hz-cel villamosított nagysebességű vasúti pálya Kínában, melyet a China Railway High-speed (CRH) üzemeltet. Vuhan várost köti össze Kantonnal (Guangzhou). Jelenleg ez az ország és egyben a világ leggyorsabb vasútvonala: CRH2 és CRH3 motorvonatok közlekednek rajta átlagosan 313 km/h sebességgel.
Az elkészült vasútvonal a 2100 km hosszúságú Peking–Kanton nagysebességű vasútvonal része, melynek további szakaszai a Sicsiacsuang–Vuhan nagysebességű vasútvonal és az épülő Peking–Sicsiacsuang nagysebességű vasútvonal. A tervek szerint 2012-ben adják át a teljes vasútvonalat. Kína nagysebességű vasúti közlekedése napjainkban folyamatos bővítéseken megy keresztül.

## A pálya
A vonalon 684 db híd található, összesen 468 km hosszan, és 226 alagút, melyek összes hossza 177 km. Ez a teljes hossz kétharmada.

## Forgalom
A vasútvonalat 2005. június 23-án kezdték építeni, és 2009. december 9-én tesztelték. A teszt során kevesebb, mint három óra alatt átért a szerelvény Vuhanból Kantonba, miközben elérte a 394 km/h sebességet. 2009. december 26-án már menetrend szerint közlekedtek az első vonatok. Átadták a Kanton Déli pályaudvart is.
December 28-tól 2010. januárjáig 28 vonat közlekedik a vonalon: Kettő Vuhan és Kanton déli része között, öt Csangsa és Kanton között és 21 vonat Vuhan és Huangcsou északi része között. A 21 vonat közül kettő megállás nélkül szállít utasokat, a 922 km-es utat 2 óra 57 perc vagy 2 óra 58 perc alatt teszik meg. Mielőtt a vasútvonalat átadták volna, a francia vasúttársaság tartotta a rekordot: a TGV POS az LGV Est vonalon 279 km/h átlagsebességgel közlekedik.
A vonatok menetrend szerinti maximális sebessége 350 km/h. Egy vonat tizenhat részes, amely két nyolcrészes Siemens Transportation Systems CRH3C vagy két nyolcrészes Kawasaki CRH2C villamos motorvonatból áll. A két összekapcsolt CRH3C típusú szerelvény 1114 férőhelyes, a kettő összekapcsolt CRH2C típusú szerelvényben pedig 1220 ülőhely található. A vonalon közlekedő összes vonatot Kínában gyártották.

## Teljesítmény
Japánban a nagysebességű vasúton az átlagsebesség 243 km/h, Németországban 232 km/h, Franciaországban pedig 277 km/h. 116,6 milliárd kínai jüanba kerültek a vonatok, ez durván 17 milliárd amerikai dollárnak felel meg. A Siemens, a Bombardier Transportation és az Alstom cégek technológiáit használták fel. Xu Fangliang volt a fő tervezőmérnök.
A Vuhan és Kanton (Guangzhou, Kuangcsou) közötti nagysebességű pályán 18 állomás van. Kanton Déli pályaudvar 2010. január 30-án nyílt meg. A Lechang keleti és Yingde nyugati pályaudvarokat jelenleg építik. A CRH2 és a CRH3 vonatok itt közlekednek. Az egyes vonatok 8 kocsiból állnak. A férőhelyek száma a CRH3 vonatokon 1114 fő,  a CRH2 vonatokon pedig 1220 fő. A másodosztályon a jegy 0,46 jüanba kerül, az első osztályon 60%-kal drágább a jegy. A CRH3 vonatokon vannak olyan szerelvények, ahol 80%-kal drágább a jegy. Mint Kína más vasúttársaságainál, kilométerenként 0,0011722 ¥  biztosítást is tartalmaz a jegy. A jegy ára 490 ¥ és 780 ¥ között van a két végállomás Vuhan és Kanton között.

## Kritikák

### A meglévő utasok reakciója
A négyszer gyorsabb átlagsebességgel a nagysebességű vasút viteldíja is körülbelül négyszer drágább, mint a hagyományos vasúti viteldíj. Egyesek szerint ez túl magas a lakosság számára. A 490 jüan a kantoni dolgozók havi átlagjövedelmének mintegy 15%-a. A nagysebességű vasút megnyitása után a 45 rendes vonatból 13-at töröltek, ami a kritikák szerint sértette az alacsony jövedelmű dolgozók jólétét. Ezért a meglévő utasok arra panaszkodnak, hogy "kénytelenek nagy sebességgel utazni".
Sok utasnak az is nem tetszett, hogy számos "hagyományos" vonatot töröltek, amelyek korábban éjszakai járatot biztosítottak Vuhan és Kanton (vagy Changsha és Guangzhou) között. Bár ezek sokkal lassabbak voltak, mint az új nagysebességű vonat, az éjszakai szolgáltatás (amelyet mára már jól lecsökkentettek) az alvás közbeni utazás kényelmét biztosította.
Hangos kritika érte a csoportos kedvezmények hiányát is, így a szervezett utazásszervezőknek minden turista után teljes viteldíjat kell fizetniük, holott a légitársaságok különleges kedvezményeket kínálnak. Mivel a légitársaságok csökkentették a nagysebességű útvonalakon a szolgáltatásokat, a nagysebességű vasút az egyetlen hatékony időmegtakarítási lehetőség a rövid ünnepek alatt, mint például az Őszközép Fesztivál, a Május elseje és a Qing Ming Fesztivál, ami az ilyen utazásokat drágábbá teszi.

### A légitársaságok reakciója
A China Southern Airlines nemzeti légitársaság, amelynek egyik csomópontja Kantonban van, aggodalmát fejezte ki a verseny miatt csökkenő piaci részesedés miatt. A China Southern 160 belföldi útvonalából harmincnyolc versenyez a vasútvonallal. A légitársaság agresszívan csökkentette a viteldíjakat, a Vuhan és Kanton közötti járatok elővásárlási árát csaknem a felére csökkentette.
Tan Wangeng, a China Southern Airlines elnöke azt mondta: "Hosszú távon a nagysebességű vasút korszakának eljövetele inkább lehetőség, mint kihívás a légitársaságunk számára. A China Southern a vasúttársasággal való együttműködésre számít a piac bővítése és több  utazási termék kifejlesztése érdekében az utasok számára."

## Galéria

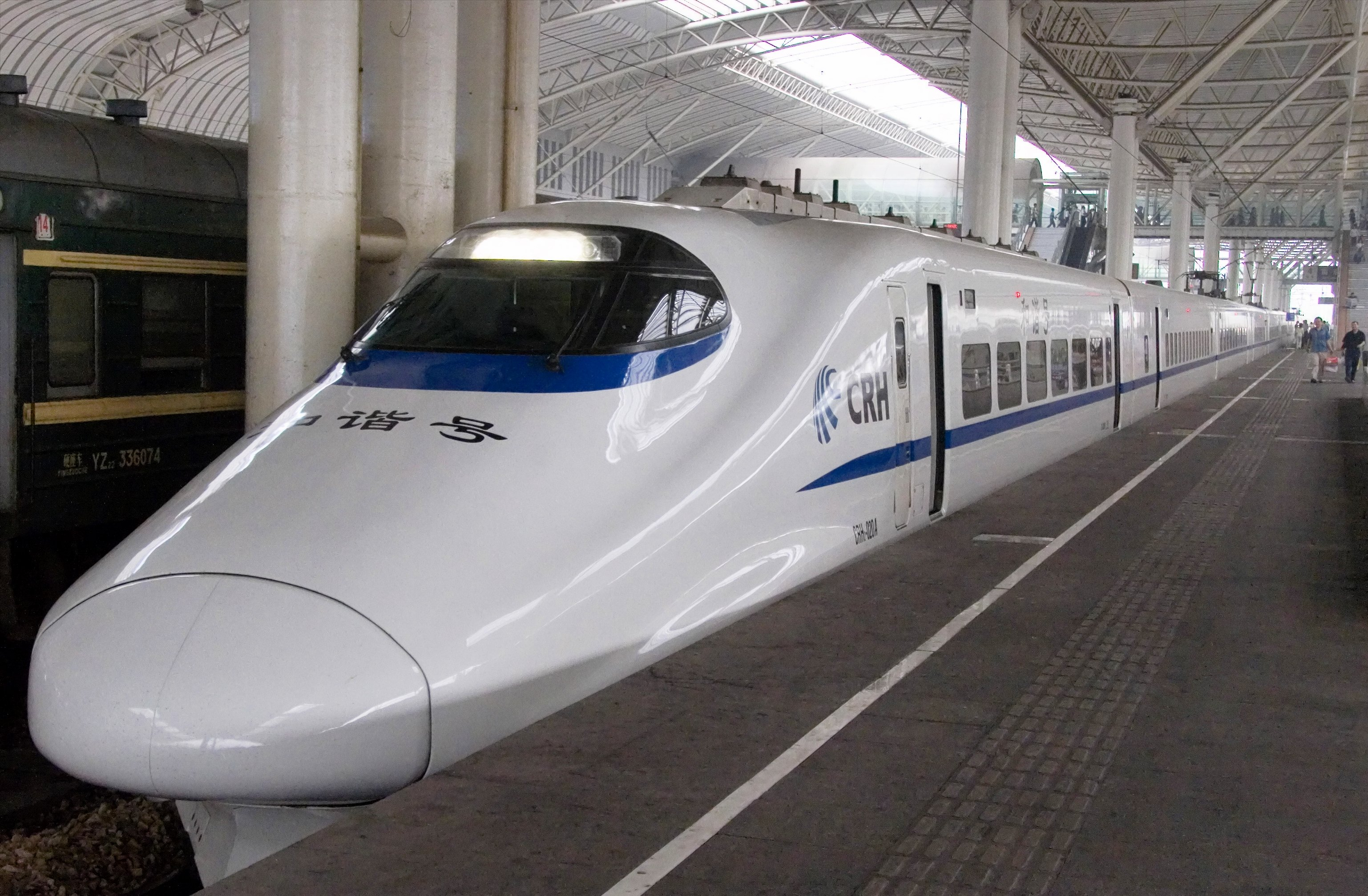
CRH2
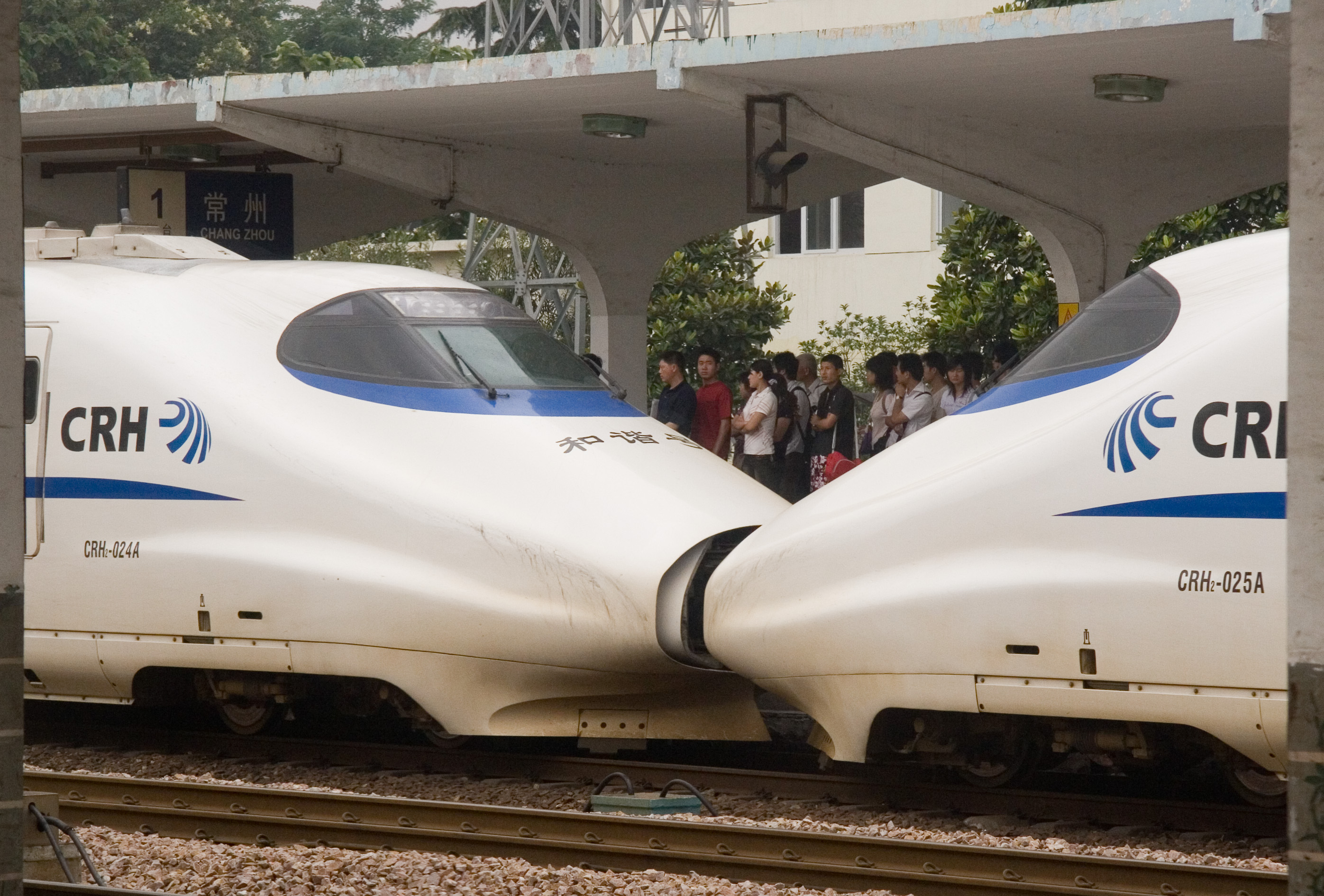
CRH2
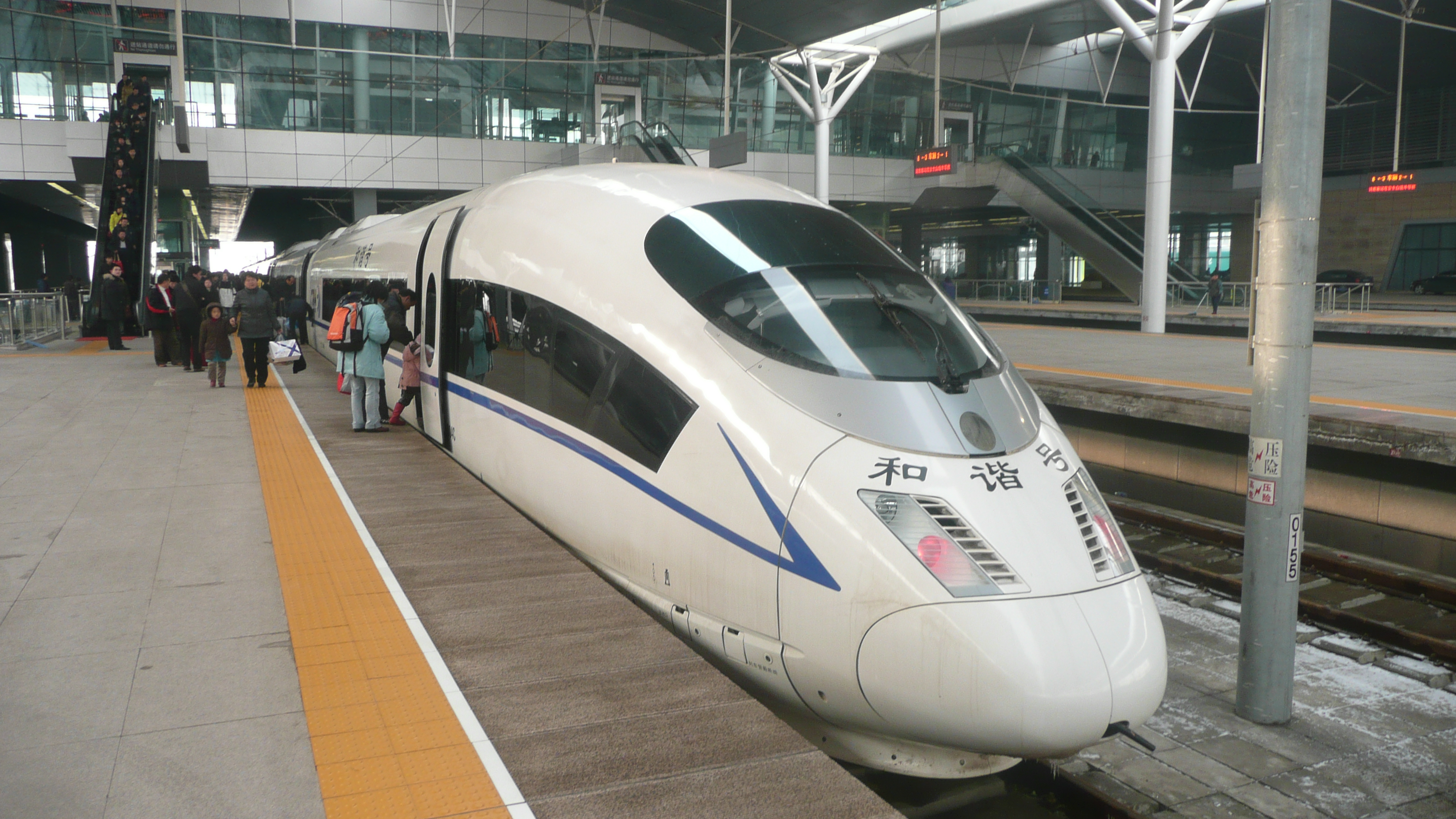
CRH3
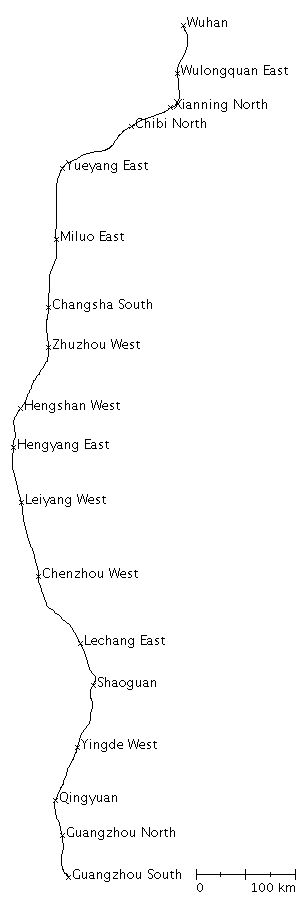
A vasút nyomvonala